# Mezopotámské náboženství

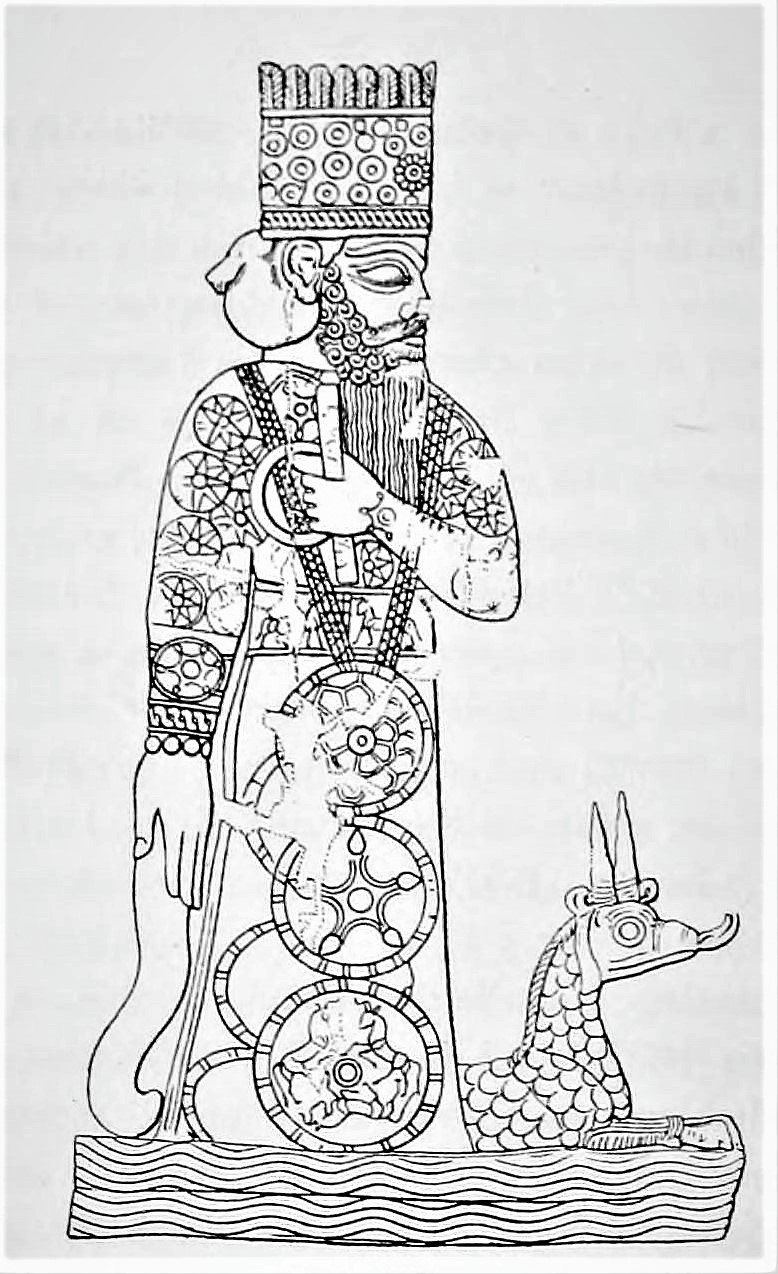
Marduk a jeho drak, otisk babylonské válečkové pečeti

Mezopotámské náboženství je souhrnný název pro věrské představy starověkých Sumerů, Akkaďanů, Babylóňanů a Asyřanů. Jeho počátky sahají do doby sumerských městských států, jež vznikly okolo roku 4000 př. n. l., přičemž již z doby okolo roku 3500 př. n. l. máme o sumerském náboženství i písemné záznamy. Poté, co byl Sumer okolo roku 2300 př. n. l. dobyt Akkaďany, došlo k synkrezi náboženských představ obou populací. Náboženská tradice pak byla dále rozvíjena přibližně od roku 1800 př. n. l. v nově vzniklých státech: Babylónii na jihu a v Asýrii na severu. Významným pramenem znalostí o mezopotámském náboženství, především o mytologii, jsou eposy Enúma eliš a o Gilgamešovi.
Mezopotámské náboženství uctívalo množství bohů a ti měli lidskou podobu a rozdělené své úlohy. Sumerským bohem nebes byl An, který už však v době nejstarších písemných pramenů byl pasivním božstvem, a pozici vládce bohů zaujímal Enlil. V Babylónii byl Enlil nahrazen Mardukem, zatímco v Asýrii Aššurem. Velmi významnou bohyní byla Inanna, akkadsky nazývaná Ištar, a mezi další významná božstva náležel měsíční bůh Nanna, akkadsky Sín, sluneční bůh Utu-Šamaš, bůh vody a vědění Enki-Ea, zemědělský bůh Dumuzi-Dúzu a jiní. Kromě velkých božstev, jež si své funkce často mezi sebou měnili, byly za božstva považovány například také řeky nebo se věřilo v božské ochránce jedinců.
Ústředními místy kultu byly chrámy, jež byly chápány jako vlastnictví daného božstva, přičemž kněží byli jeho správci a služebníky. Rituály zahrnovaly modlitby, očišťování, usmiřování a obětování bohům a byly konány s ohledem na různé věštecké praktiky: astrologie, hádání z vnitřností nebo výklad snů. Náboženská praxe zahrnovala také různé magické praktiky, často s za účelem léčení, ale užívané také k ochraně či prokletí. Významným svátkem byla slavnost nového roku, při které se král ženil s bohyní Innanou, aby zajistil plodnost a hojnost v příštím roce.